# Saint-Michel-de-Lapujade
Saint-Michel-de-Lapujade egy francia település Gironde megyében, az Aquitania régióban. Lakosainak száma 212 fő (2022. január 1.).

## Adminisztráció
Polgármesterek:
- 2008–2014 Philippe Boissonneau
- 2014–2020 Christian Malandit-Sallaud

## Demográfia
| Lakosok száma | 217  | 221  | 222  | 204  | 202  | 225  | 233  | 222  | 217  | 212  |
|               | 1968 | 1982 | 1990 | 2006 | 2013 | 2015 | 2017 | 2019 | 2020 | 2022 |

## Látnivalók
- Saint-Michel templom a XII. századból
- Háborús emlékmű
- Notre-Dame de Lorette templom

### Galéria

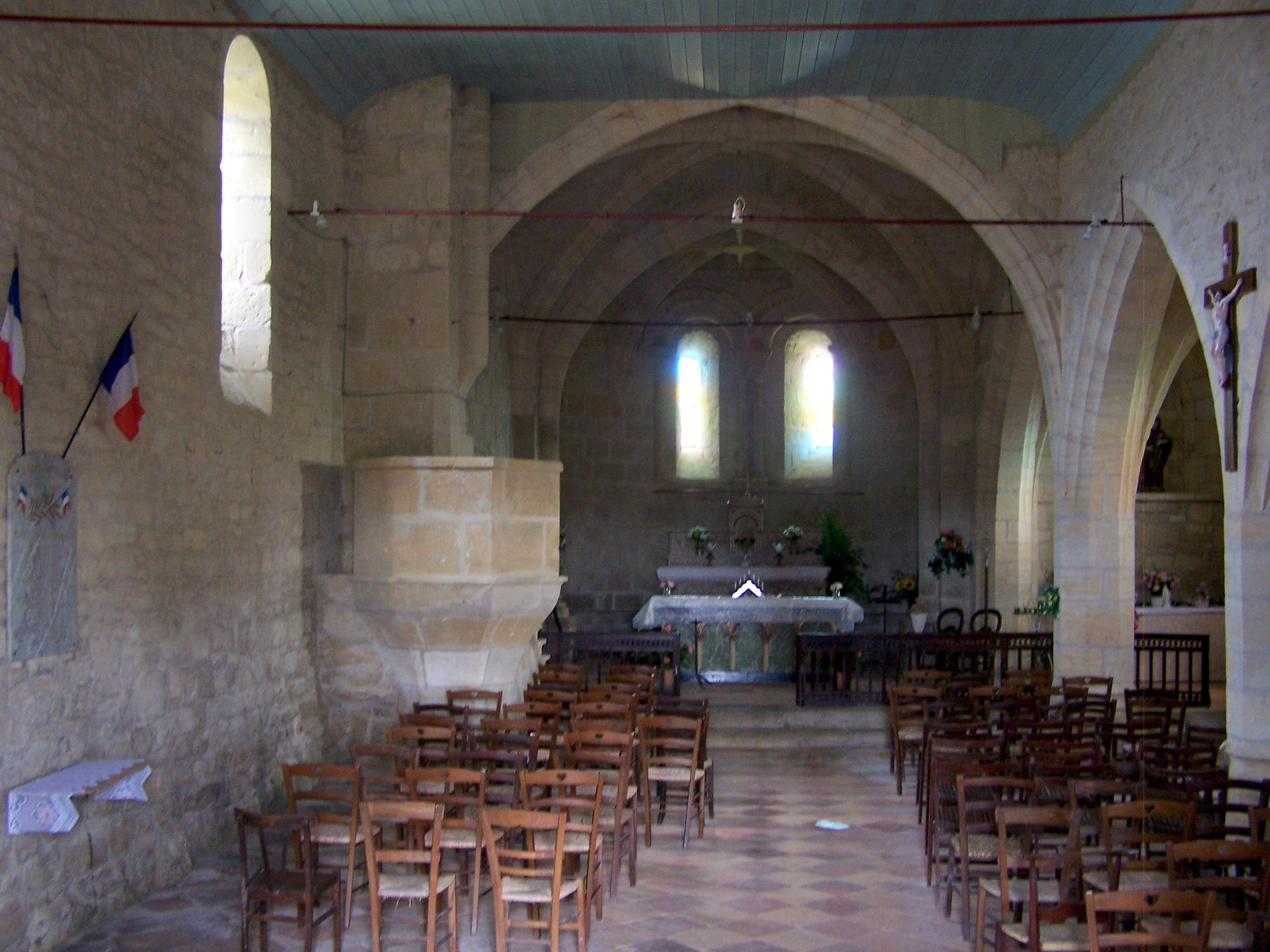
Saint-Michel (f2010)
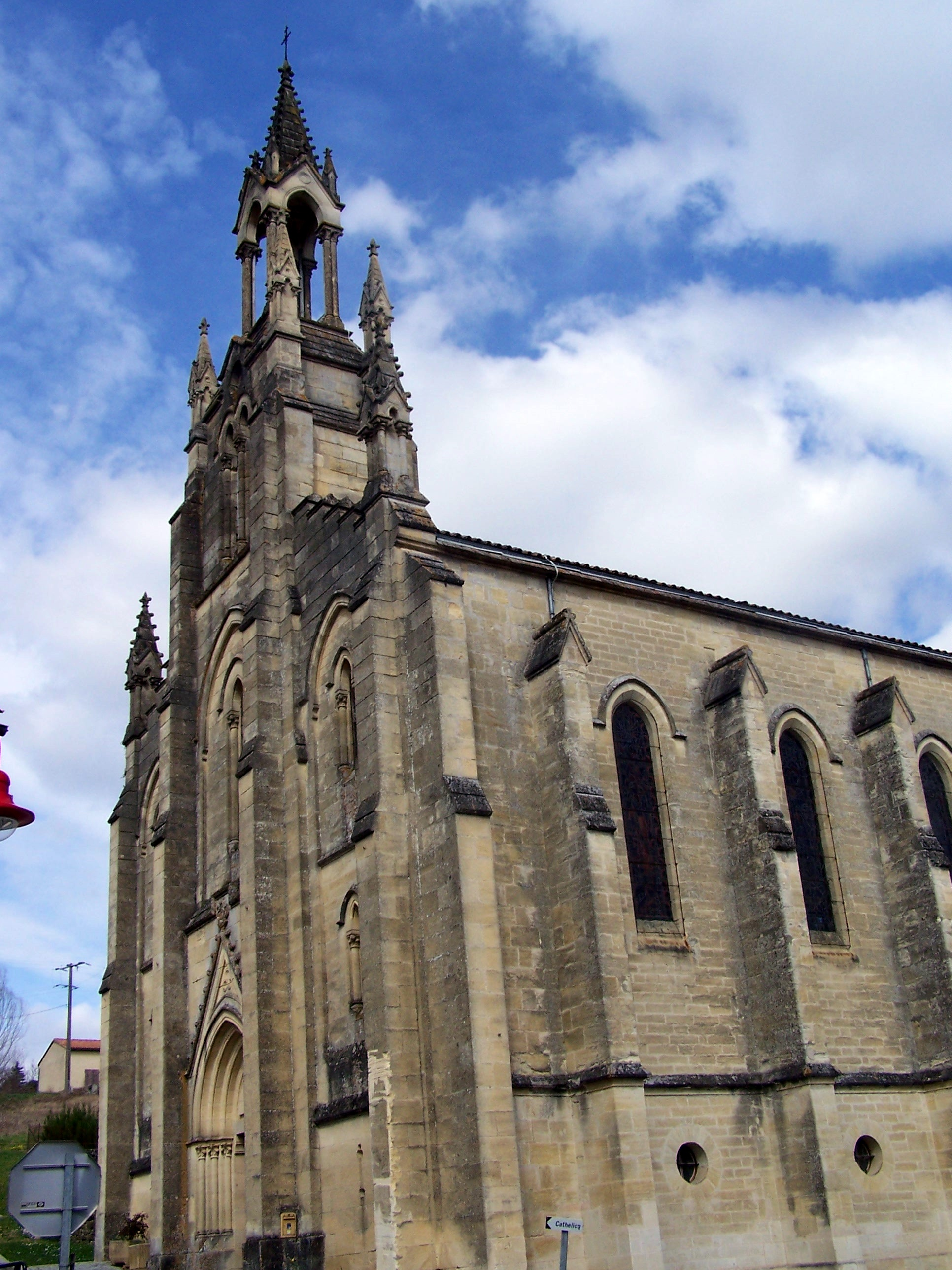
Notre-Dame de Lorette (2010)
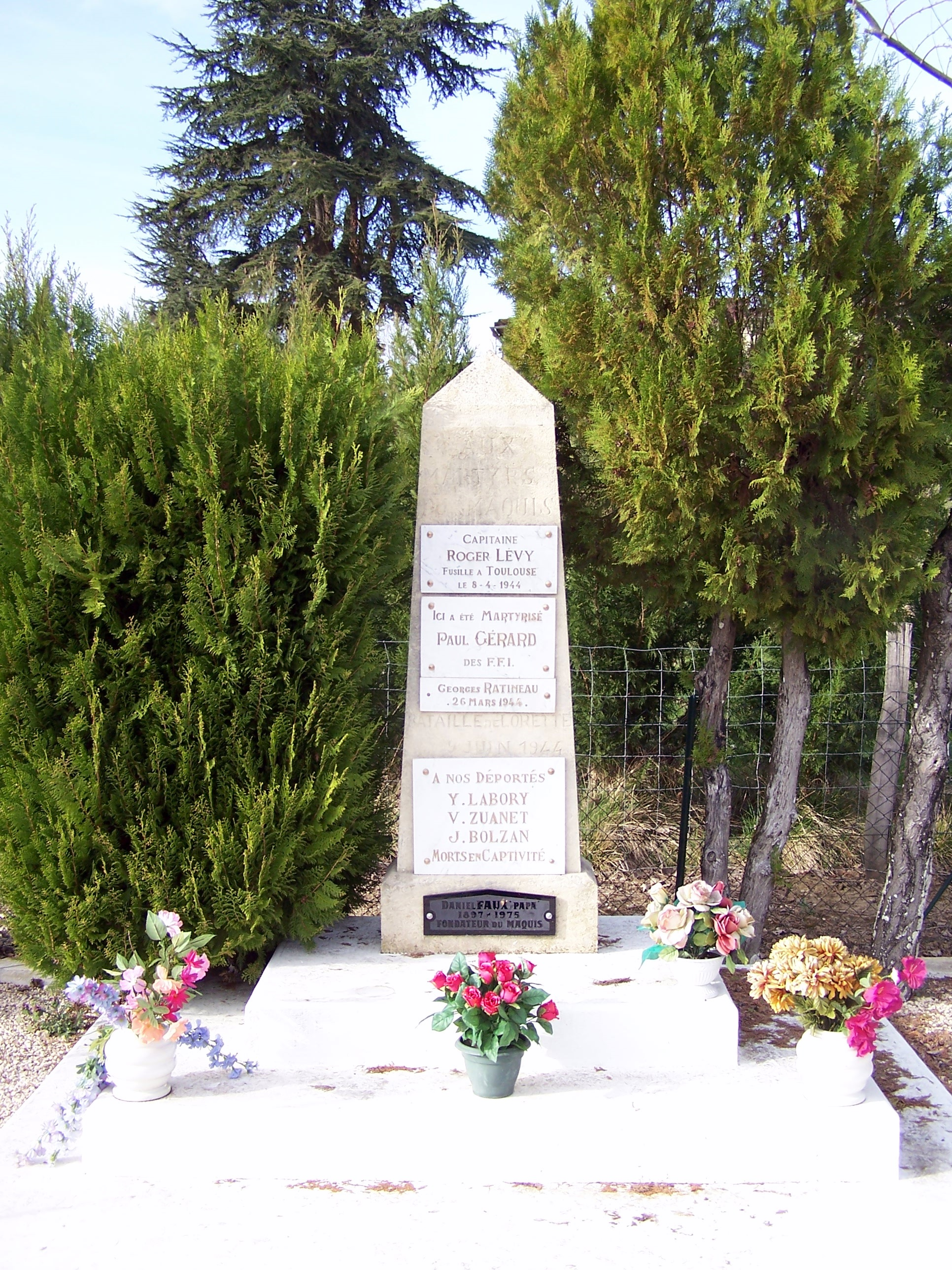
Emlékmű (2010)